# Фарадизация
Фарадизация — устаревший электротерапевтический метод, основанный на воздействии на отдельные участки тела больного асимметричным переменным током (фарадическим током) нестабильной частоты (40—150 Гц), получаемым от индукционной катушки.
При воздействии на мышцу или двигательный нерв прерывистым фарадическим током наступает тетанус, который быстро приводит к утомлению мышцы. Если же ритмически с меньшей частотой прерывать ток, то вместо тетануса будет наблюдаться периодическое чередование сокращения и расслабления мышцы. Такое воздействие (нередко называемое пассивной электрогимнастикой) благотворно действует на мышцу, увеличивает её массу, работоспособность, улучшает в ней кровообращение и метаболизм.
В настоящее время метод фарадизации практически не используется. На смену ему пришли более эффективные методы электродиагностики и электролечения посредством импульсных токов.